# Helena Westermarck
Helena Charlotta Westermarck, née le 20 novembre 1857 à  Helsinki - morte le 5 avril 1938 à  Helsinki, est une artiste peintre et écrivain suédo-finlandaise.

## Biographie
De 1874 à 1877, Helena Westermarck étudie à l'école de dessin de l'association des arts d'Helsinki.
Puis elle continue sous la direction d'Adolf von Becker jusqu'en 1880.
En 1880, elle s'installe à Paris et étudie à l'Académie Colarossi en 1880-1881 et en 1884 avec Helene Schjerfbeck.
À Paris, Helena Westermarck contracte la tuberculose et ne peut continuer à peindre même si elle en guérit.
Pendant sa maladie elle commence à écrire des essais et des critiques d'art pour la revue Finsk Tidskrift.
Par la suite, Helena Westermarck écrira de plus en plus au sujet de la condition féminine et de l'histoire des femmes.
Elle est parmi les personnes les plus influentes de l'Union féministe de Finlande (fi).
Elle est la sœur de l'anthropologue Edvard Westermarck.

## Son œuvre écrite

### Belles lettres
- (sv) Ur studieboken. 1-2 : berättelser och utkast, Borgå, Helsinki, Söderström, 1890-1891 (LIBRIS 1246977, lire en ligne)
- (sv) Framåt : berättelse, Stockholm, Bonnier, 1894 (LIBRIS 1627420, lire en ligne)
- (sv) Nyländska folksagor berättade för ungdom, Helsinki, 1897-1913 (LIBRIS 3169331)
- (sv) Lifvets seger : berättelse, Helsinki, Söderström, 1898 (LIBRIS 3379491, lire en ligne)
- (sv) I fru Ulrikas hem : interiör från farmödrarnas tid, Stockholm, Bonnier, coll. « Teckningar och minnesskrift från 1800-talet ; 1 », 1900 (LIBRIS 1664260, lire en ligne)
- (sv) Ljud i natten : berättelse, Stockholm, Bonnier, coll. « Tecken och minnesskrift från adertonhundratalet ; 2 », 1903 (LIBRIS 1729068, lire en ligne)
- (sv) Dolda makter : bilder och hägringar, Helsinki, Söderström, 1905 (LIBRIS 3169336, lire en ligne)
- (sv) Bönhörelse : en historia, Helsinki, Söderström, 1909 (LIBRIS 3379472, lire en ligne)
- (sv) Vandrare : roman, Helsinki, Söderström, coll. « Teckningar och minnesskrift från 1800-talet ; 3 », 1911 (LIBRIS 3379505, lire en ligne)
- (sv) Vägvisare : berättelse, Helsinki, Söderström, 1922 (LIBRIS 3169342, lire en ligne)
- (sv) Berättelser i urval, Helsinki, Söderström, 1951 (LIBRIS 3169330) - Utgivna av Rolf Pipping.

### Divers
- (sv) George Eliot och den engelska naturalistiska romanen : en litterär studie, Helsingfors, Hagelstam, 1894 (LIBRIS 1989653)
- (sv) Fredrika Runeberg : en litterär studie, Helsinki, 1904 (LIBRIS 2294292, lire en ligne)
- (sv) Fredrika Runeberg : Ett föredrag, Helsinki, coll. « Föreningen Marthas skrifter », 1912 (LIBRIS 3169340)
- (sv) Kvinnospannée : kulturbilder från 1800-talets förra del, Helsinki, 1913 (LIBRIS 1857553)
- (sv) Om kvinnorörelsen och dess uppkomst : Föredrag hållet i svenska kvinnoförbundet, Helsinki, coll. « Helsinki. Svenska kvinnoförbundets föredragsserie ; 3. 1913 », 1913 (LIBRIS 3169334)
- (sv) Nyland i skaldernas sång och saga, Helsinki, coll. « [Nyland]. Hembygdsforskningens vänner i Nyland ; [1.] 1915 », 1915 (LIBRIS 3169339)
- (sv) Elisabeth Blomqvist. 1-2 : hennes liv och gärning  : en biografisk studie, enligt brev och dagboksanteckningar, Helsinki, 1916-1917 (LIBRIS 2280530, lire en ligne)
- (sv) Mathilda Rotkirch, Finlands första målarinna : en kulturbild, Helsinki, Söderström, 1926 (LIBRIS 1773616)
- (sv) Adelaide Ehrnrooth : kvinnospannée i Finländskt kulturliv, Helsinki, 1928 (LIBRIS 1773618, lire en ligne)
- (sv) Finlands första kvinnliga läkare Rosina Heikel, Helsinki, coll. « Kvinnospannée i finländskt kulturliv », 1930 (LIBRIS 3169335, lire en ligne)
- (sv) Tre konstnärinnor : Fanny Churberg, Maria Wiik och Sigrid af Forselles, Helsinki, 1937 (LIBRIS 1773621, lire en ligne)
- (sv) Mina levnadsminnen, Åbo, 1941 (LIBRIS 514416)

## Prix et récompenses
- 1900, Prix national de littérature pour (Lifvets seger)

## Galerie

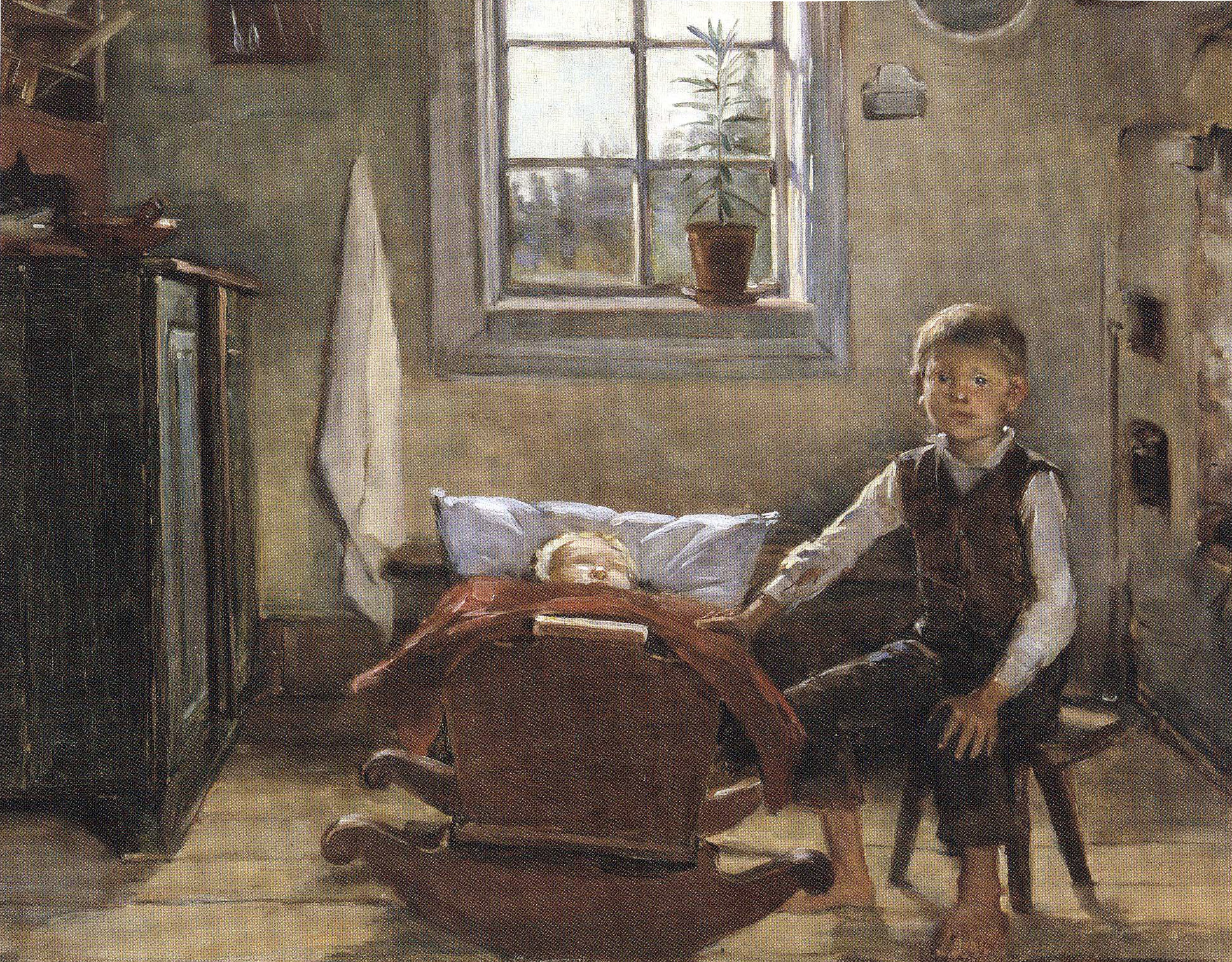
Enfants dans le salon.
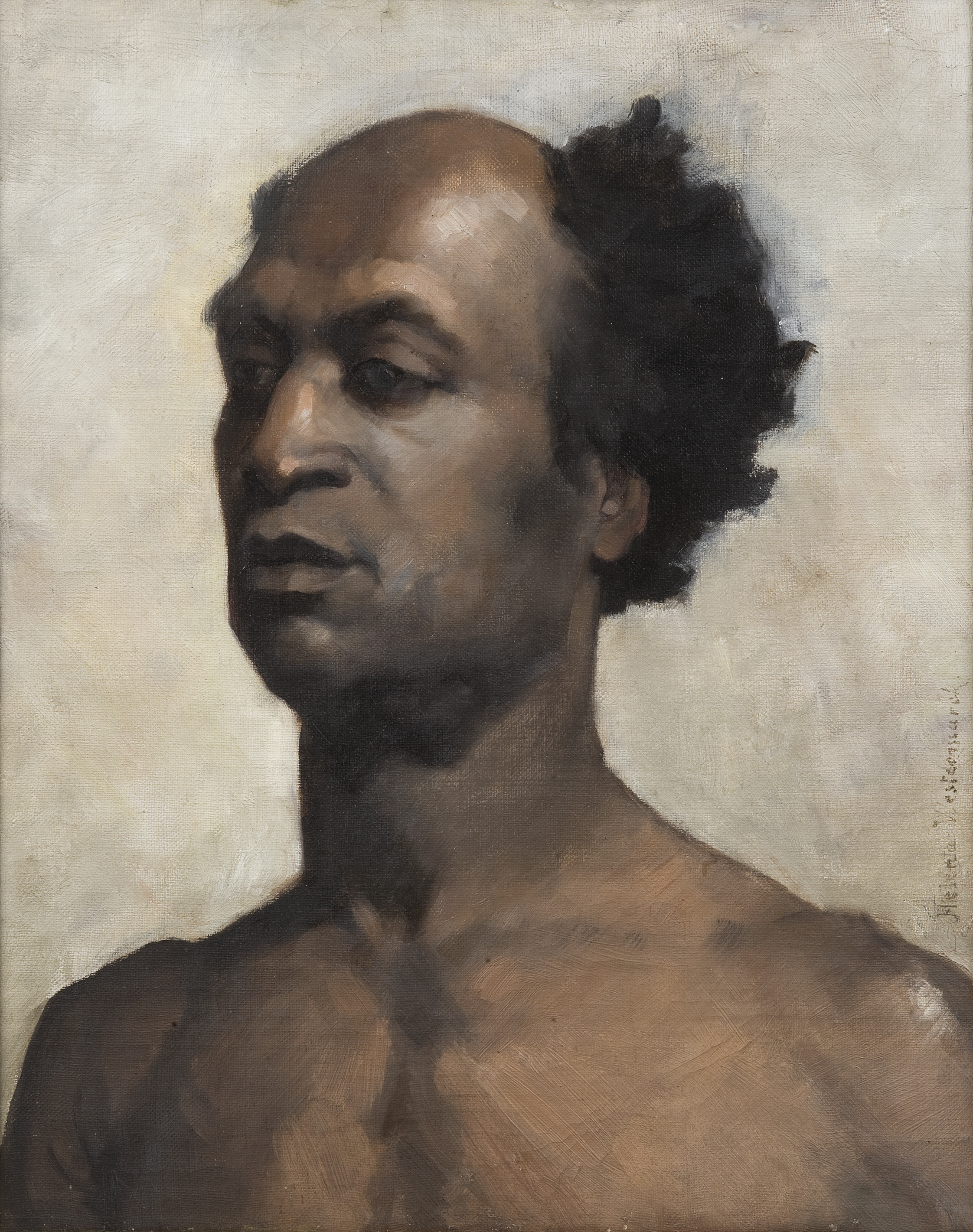
Abyssin, 1880
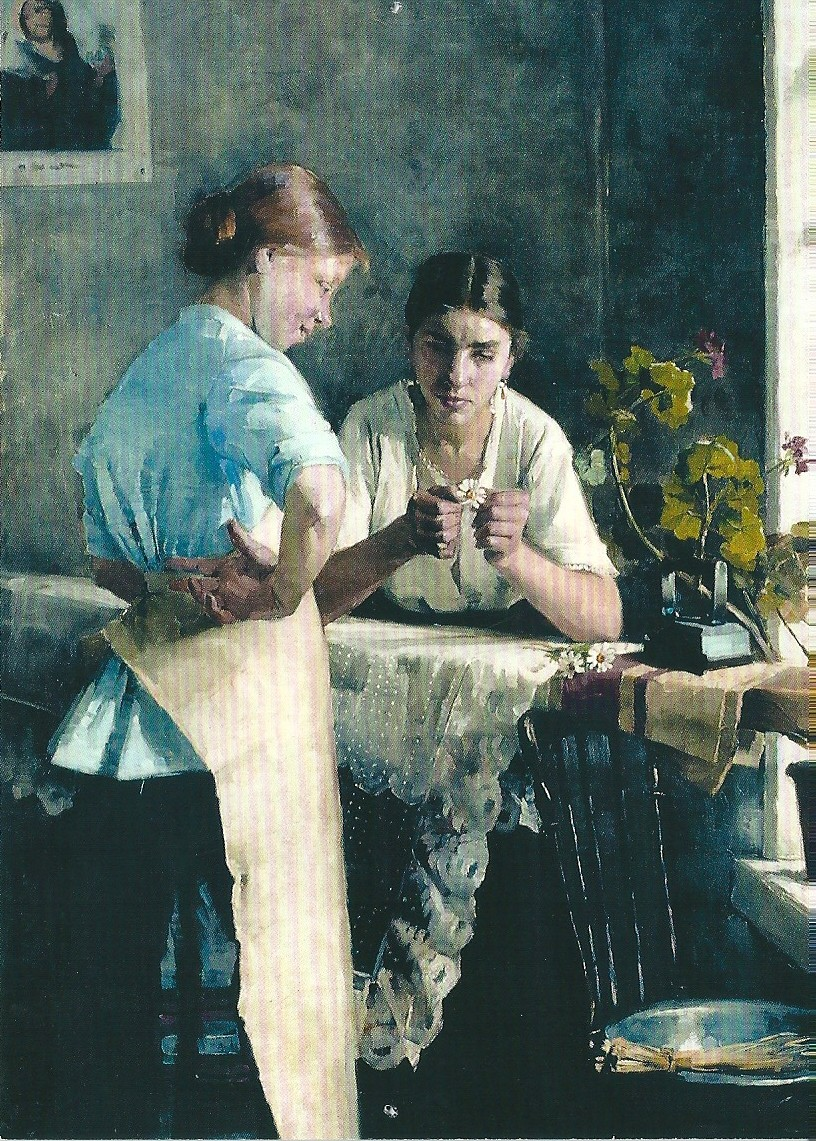
Strykerskor, 1883
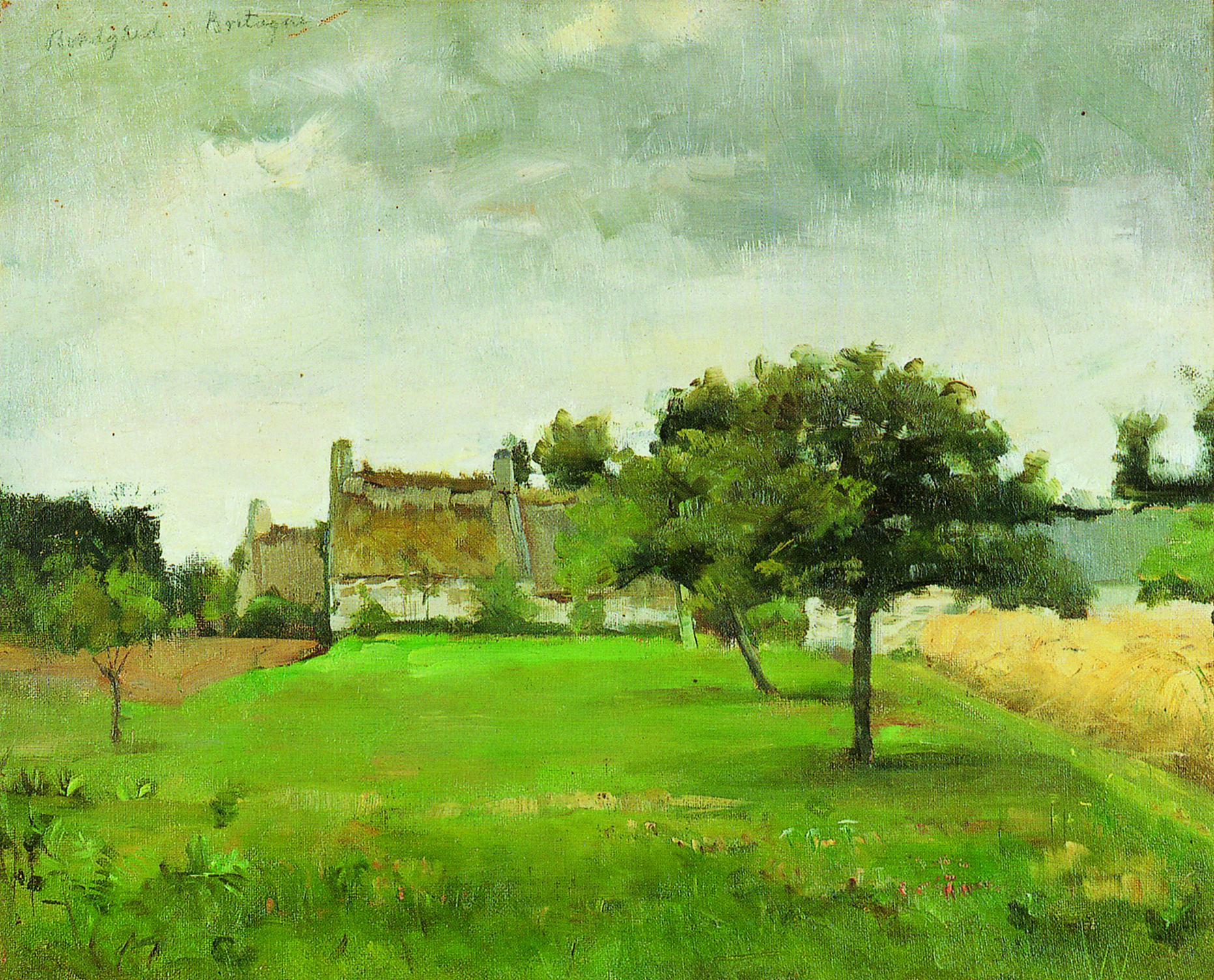
Ferme en Bretagne, 1884
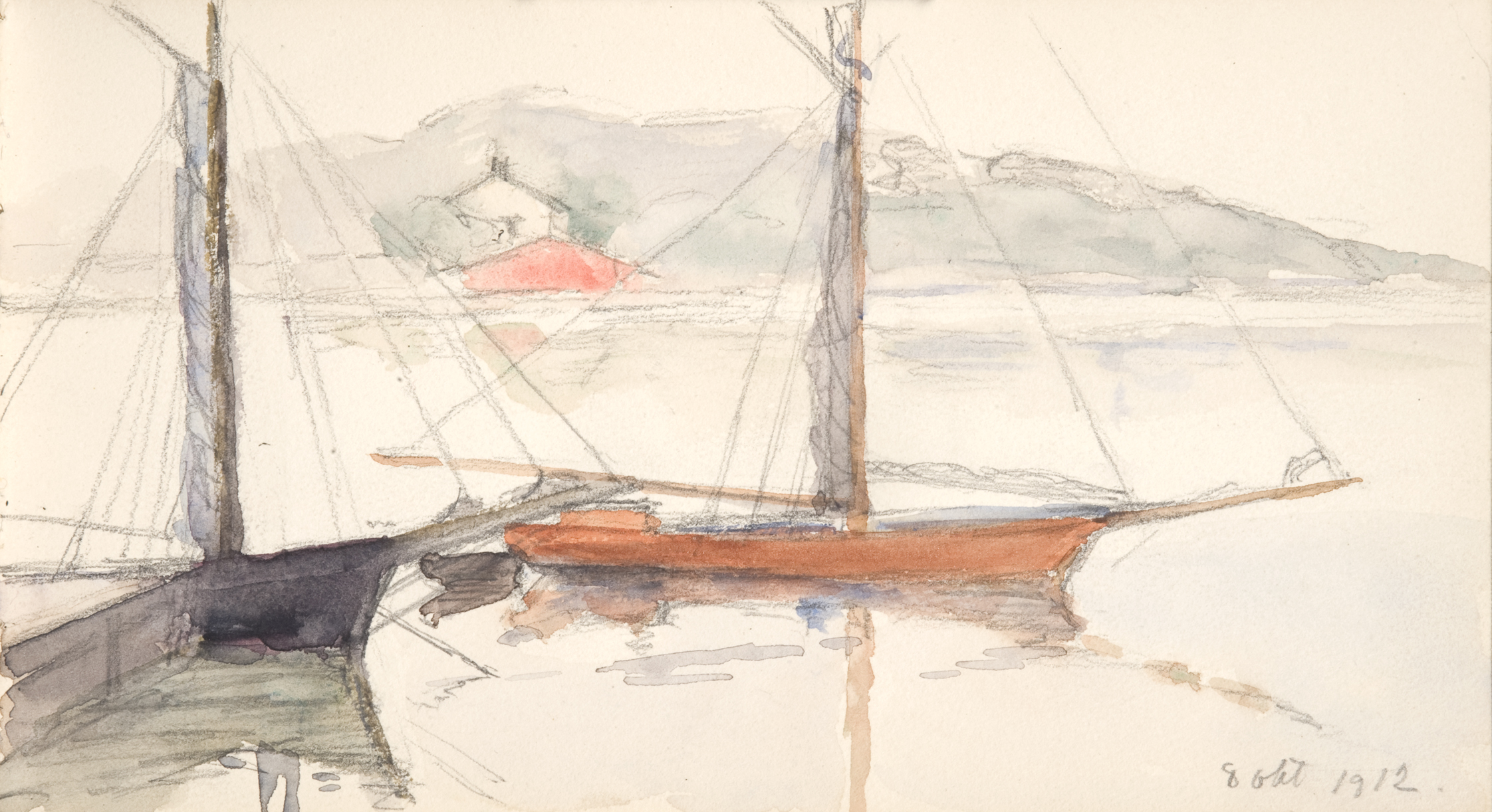
Voiliers amarrés dans Brunnsparken, 1912
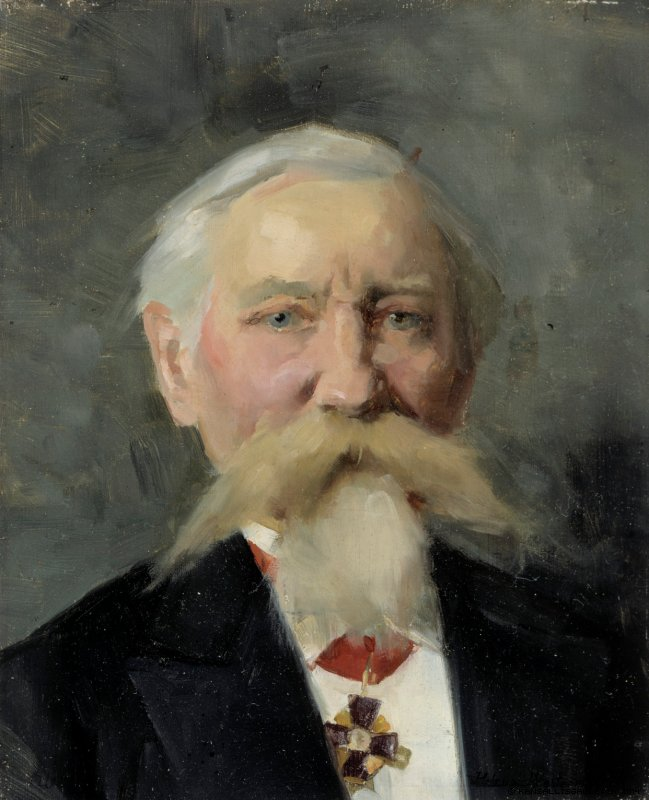
Le Général Albert Westermarck